# Hermann Serient
Hermann Serient (* 1935 in Melk als Hermann Steiner) ist ein österreichischer Künstler.

## Leben und Wirken
Serient wurde 1935 als Hermann Steiner in Melk geboren. Sein Künstlername ist ein Anagramm des bürgerlichen Nachnamens Steiner. 1940 übersiedelte die Familie nach Wien. Zwischen 1950 und 1954 absolvierte er eine Goldschmiedelehre und die Juwelierfachschule in Wien. 1963 gründete er ein eigenes Atelier in Wien und wurde freischaffender Künstler und Karikaturist der Wiener Arbeiter-Zeitung und bei satirischen Zeitschriften. 1965 gründete er ein Atelier in Rohr im Südburgenland; es entstand der Ölbilderzyklus "Heanzenzyklus". Zwischen 1972 und 1974 beschäftigte er sich intensiv mit Fotografie und produzierte zahlreiche Zeichentrickfilme, Keramiken und Plastiken. 1975 entstanden Skulpturarbeiten im Steinbruch St. Margarethen. Im ORF-Film "Heanzenland" übernahm er die Rolle des "Kleinrichters". 2005 richtete ihm die Burgenländische Landesgalerie Eisenstadt eine Retrospektive aus.
1988 eröffnete er auch wieder ein Atelier in Wien. Es entstand der zeitkritische Zyklus "Das Irrsein hat schon begonnen". Er fertigte Holzschnitte, Monotypien, Buchillustrationen, Votiv- und Andachtstafeln.
1992 gründete Serient eine eigene Galerie, die er bis 1995 auch selbst leitete.
2005 begann Serient mit dem Zyklus "Masken und Maskierte" – Ölbilder und Radierungen. 2011 gibt er zu diesem Zyklus eine Kassette mit 25 Radierungen in einer Auflage von 7 Exemplaren heraus.
Die Erkenntnis von der Verantwortung für die Zukunft bestimmt Serients Bilderwelt, mit der er gegen Weltzerstörertum und kollektive Verleugnung Stellung bezieht.

## Auszeichnungen
- 1984 Burgenlandstiftung Theodor Kery-Preisträger für Bildende Kunst
- 2004 Burgenlandstiftung Theodor Kery-Preisträger für Bildende Kunst – Lebenswerk
- 2007 Burgenländischer Landeskulturpreis für Kunst und Fotografie[1]

## Ausstellungen
- 1962: Galerie Asyl Wien
- 1969: Galerie Peithner Lichtenfels Wien
- 1972: Galerie Aoki Tokio
- 1980: Museum Neumünster Neumünster
- 2005: Burgenländische Landesgalerie Eisenstadt
- 2009: Friedensburg Schlaining
- 2011: Galerie Kaiblinger Wien
- 2011: Kunsthandel Widder Wien
- 2014: Museum Angerlehner Wels/Thalheim
- 2014: Neues Rathaus Bayreuth
- 2015: Galerie Aoki Tokio
- 2015: Burgenländische Landesgalerie Eisenstadt
- 2015: Galerie Widder Wien
- 2015: Das Irrsein hat schon begonnen. Galerie Kaiblinger Wien